# گو وی شم

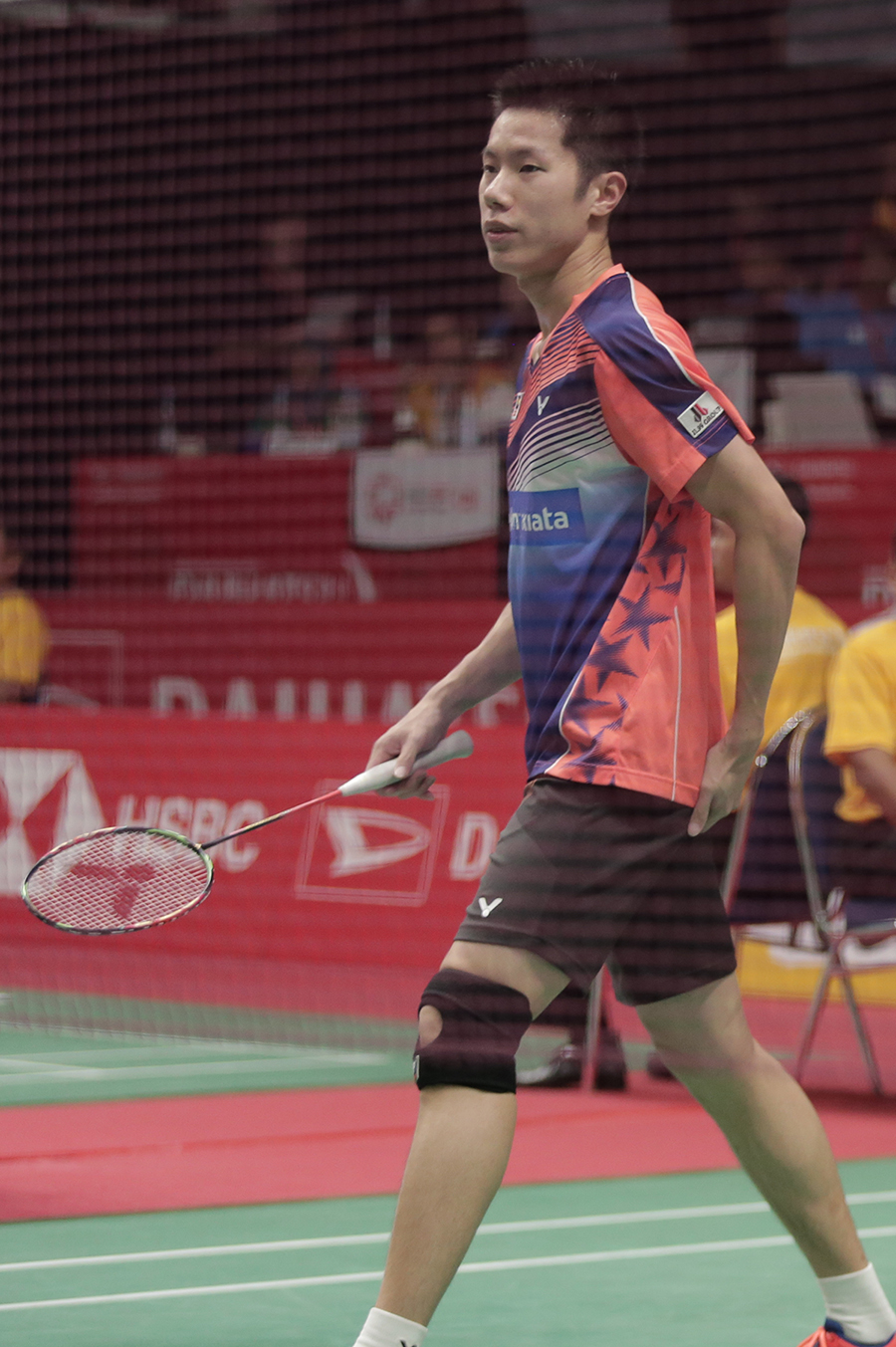
گو وی شم در سال ۲۰۱۸

گو وی شم (انگلیسی: Goh V Shem؛ زادهٔ ۲۰ مهٔ ۱۹۸۹) بدمینتون‌باز اهل مالزی است. وی از سال ۲۰۰۷ میلادی تاکنون مشغول فعالیت بوده‌است.